# Klemmbach

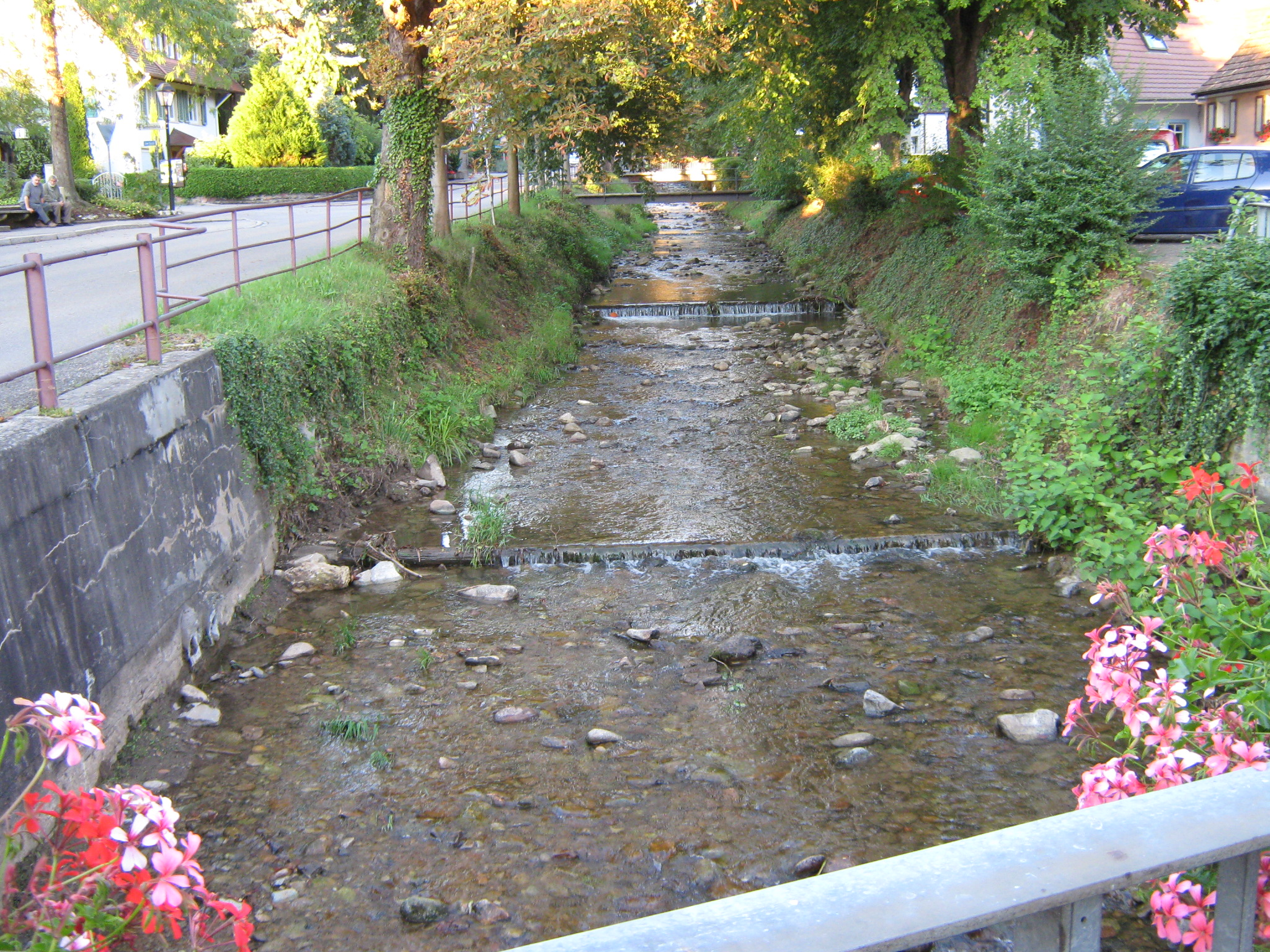
Imagen del río Klemmbach

El Klemmbach es un pequeño arroyo en el suroeste de la Selva Negra, Baden-Wurtemberg, Alemania. Sus manantiales se encuentran cerca de Sirnitz (1114 m), Weiherkopf (1143 m) y Raukopf (1071 m) cerca del puerto entre Blauen (1165 m) y Belchen (1414 m). Fluye en dirección oeste a través del valle de Weiler por debajo del centro de Badenweiler y atraviesa la ciudad Müllheim.